# Cool Is Just a Number
Cool Is Just a Number (в пер. с англ. Просто прикольный номер) — мини-альбом американской электро-рок-группы I Fight Dragons.

## Об альбоме
EP является дебютным релизом коллектива. Cool Is Just a Number был выпущен 6 февраля 2009 года. Некоторое время спустя мини-альбом был переиздан лейблом Photo Finish Records. После выхода EP музыканты провели свои первые концертные выступления.
Песня из этого альбома «Money» стала заглавной темой шоу WWE Money in the Bank.

## Список композиций
Музыка и слова всех песен — Брайан Маззаферри
1. «Power Up» (Intro) — 0:14
2. «Don’t You» — 3:41 (присутствует только в переиздании)
3. «The Faster the Treadmill» — 3:46
4. «Money» — 3:20
5. «Heads Up, Hearts Down» — 3:18
6. «No One Likes Superman Anymore» — 3:44
7. «With You» — 3:49

## Участники записи
- Брайан Маззаферри — вокал, гитара, программинг, клавишные, продюсирование
- Лора Грин — вокал, бэк-вокал, гитара
- Майк Ментзер — гитара, бас-гитара, вокал
- Хэри Рао — бас-гитара
- Пэки Ландхолм — ударные
- Билл Прокопов — вокал, бэк-вокал, клавишные, микширование, продюсирование